# Jintun
Jintun (kinesiska: 金屯镇, 金屯) är en köping i Kina. Den ligger i provinsen Shandong, i den östra delen av landet, omkring 160 kilometer söder om provinshuvudstaden Jinan. Antalet invånare är 58967. Befolkningen består av 29 161 kvinnor och 29 806 män. Barn under 15 år utgör 21,0 %, vuxna 15-64 år 69 %, och äldre över 65 år 9,0 %.
Genomsnittlig årsnederbörd är 685 millimeter. Den regnigaste månaden är juli, med i genomsnitt 197 mm nederbörd, och den torraste är januari, med 3 mm nederbörd.